# Nikol Moravcová
Nikol Moravcová (* 8. července 1987 Most) je česká moderátorka (Fashion TV, Talentmania a Love Island Česko & Slovensko na TV Nova a TV Markíza), herečka, influencerka a bývalá modelka. V roce 2006 byla zvolena Miss Internet (zvítězila i v hlasování Miss Internet Press).

## Studium
V letech 2002–2006 studovala na soukromé Střední odborné škole podnikatelské v Mostě. Poté studovala na Vysoké škole finanční a správní bakalářský obor Marketingová komunikace, který úspěšně absolvovala v roce 2009 a získala titul Bc.[zdroj?]

## Herectví
Účinkovala v několika reklamách (např. na Komerční banku – „Z jaké lásky? Pro peníze si ho beru!“), zahrála si v televizním seriálu Dokonalý svět (2010, TV Nova) a v prvním českém 3D filmu V peřině (2011, jako dívka Sen – zpěv za ni obstarala Helena Zeťová). Některé recenze její herecký výkon v tomto filmu nehodnotily příznivě.

## Moderování
V roce 2012 moderovala spolu s Michaelou Štoudkovou pořad StyLife! na TV Pětka. Dalšími členkami týmu tohoto pořadu byly reportérka na akcích Linda Bartošová, módní policistka Alenka Šafratová a režisérka Barbora Petrová.
Od podzimu 2012 moderovala pořad o módě Stylissimo. Do konce roku 2012 moderovala Fashion TV.
V roce 2021 se stala hlavní moderátorkou reality show Love Island Česko & Slovensko v produkci TV Nova a Markíza.

## Cestování
V roce 2011 účinkovala v české verzi soutěže Wipeout (TV Nova), která se natáčela v roce 2010 v Argentině. Velmi ráda cestuje, v oblibě má zejména Asii (Srí Lanka, Bali, Thajsko, Maledivy).